# Aldehyd

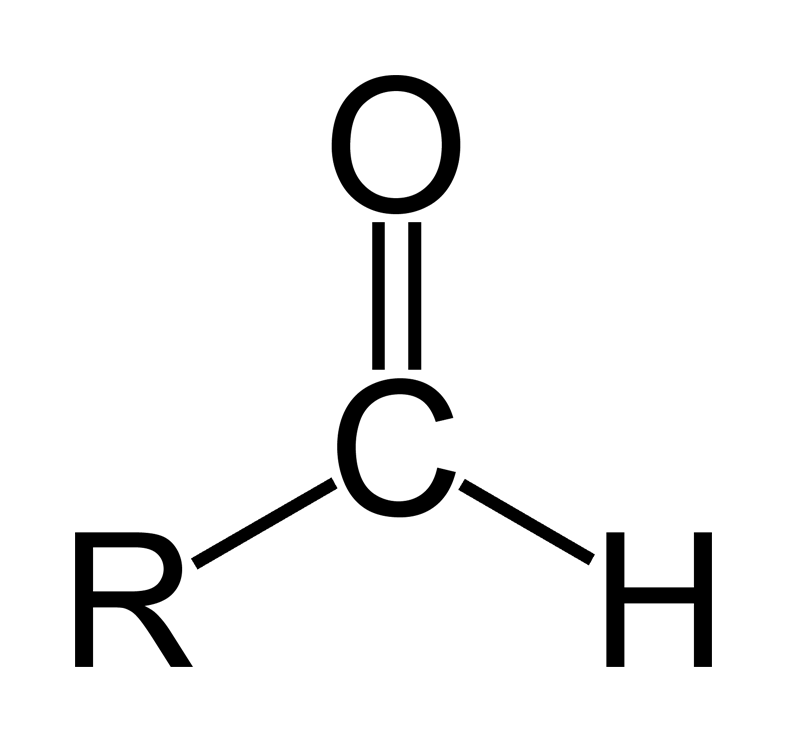
Strukturformel. "R-" representerar här alla de molekyler som aldehydgruppen kan vara bunden till.

En aldehyd är en organisk förening som innehåller en aldehydgrupp (även kallad formylgrupp). Denna grupp består av en kolatom med dubbelbindning till en syreatom och en väteatom. Gruppen betecknas vanligen -CHO. Den liknar, men är inte samma som ,-OH, som är en alkoholgrupp. Lukten av aldehyder är förknippad med renlighet. Det är därför som aldehyder ofta används i parfymer. Exempel på parfymer med aldehyder är Chanel No. 5, Estée Lauder Estée, Byredo Blanche.
Aldehyder bildas när primära alkoholer (försiktigt) oxideras, men oxideras oftast själva vidare till motsvarande karboxylsyra.
Närbesläktade till aldehyderna är ketonerna, som bildas då sekundära alkoholer oxideras.
Oxidation av tertiära alkoholer kan inte uppstå utan att kolskelettet avspjälkas.

## Namngivning
Aldehyder ges namn efter motsvarande alkaner, med ändelsen -al. Den enklaste aldehyden är därmed metanal, HCHO.
En kolvätekedja med en aldehydgrupp i vardera ändan kallas dialdehyd och har ändelsen -dial.
- Acykliska alifatiska aldehyder namnges genom den längsta kolkedjan med aldehydgruppen på. Ex. HCHO namnges från metan, CH3CH2CH2CHO namnges från butan. Namnet ändelsen är att man byter ut –an från den alkan man har mot –al. HCHO blir alltså metanal och CH3CH2CH2CHO blir butanal. Finns även andra äldre namn för till exempel metanal, formaldehyd.
- Den kolatom som är bunden till en karbonylgrupp kallas för α-kolatomen. Den kolatom som är bunden till α kallas för β och den som är bunden till β kallas för γ och så vidare. Samma sak gäller för de väteatomer som är bundna till respektive kolatom. De väteatomer som är bundna till α-kolatomen är α-väteatomer och så vidare.

### Homologa alkanserien
| Antal (C-atomer) | IUPAC-namn | Trivialnamn                              | Summaformel | Strukturformel | Smältpunkt           | Kokpunkt           |
| ---------------- | ---------- | ---------------------------------------- | ----------- | -------------- | -------------------- | ------------------ |
| 1                | Metanal    | Formaldehyd                              | CH2O        |                | 156 K (−117 °C)      | 254,1 K (−19,1 °C) |
| 2                | Etanal     | Acetaldehyd                              | C2H4O       |                | 150 K (−123 °C)      | 293,3 K (20,1 °C)  |
| 3                | Propanal   | Propionaldehyd Propylaldehyd             | C3H6O       |                | 192 K (−81 °C)       | 321 K (48 °C)      |
| 4                | Butanal    | n-butyraldehyd                           | C4H8O       |                | 176,1 K (−97,1 °C)   | 348 K (74,8 °C)    |
| 5                | Pentanal   | Valeraldehyd Amylaldehyd n-pentaldehyd   | C5H10O      |                | 181 K (−92 °C)       | 376 K (103 °C)     |
| 6                | Hexanal    | Kapronaldehyd n-hexaldehyd               | C6H12O      |                | 217 K (−56 °C)       | 404 K (131 °C)     |
| 7                | Heptanal   | Enantaldehyd Heptylaldehyd n-heptaldehyd | C7H14O      |                | 230 K (−43) °C       | 426 K (152,8 °C)   |
| 8                | Oktanal    | Kaprylaldehyd n-oktylaldehyd             | C8H16O      |                | 285–288 K (12–15) °C | 444 K (171 °C)     |
| 9                | Nonanal    | Pelargonaldehyd n-nonylaldehyd           | C9H18O      |                | 255 K (−18 °C)       | 464 K (191 °C)     |
| 10               | Dekanal    | Kaprinaldehyd n-dekylaldehyd             | C10H20O     |                | 280 K (7 °C)         | 481,7 K (208,5 °C) |

## Kemi
Syntes av aldehyder.
Det finns många olika sätt att framställa aldehyder.
- Genom att oxidera en primär alkohol fås en aldehyd. Ofta kommer denna aldehyd genast att oxideras till en karboxylsyra om den inte avlägsnas så fort den framställts.
- Genom att reagera en alken, CH2=CH-H med ozon bryts C=C, vilket ger en aldehyd. Denna process kallas för ozonolys.
- Genom att låta en ester reagera med diisobutylaluminiumhydrid eller natriumaluminiumhydrid kan resultera i en reduktion vilket ger en aldehyd.
- Reduktion av någon syraklorid med hjälp av Rosenmunds reduktionsmetod. Eller med hjälp av litiumtri-t-butoxyaluminiumhydrid (LiAlH(O-t-C4H9)3).			Rosenmunds reduktionsmetod.
- Aldehyder kan även framställas från nitriler, tenn(II)klorid och saltsyra, genom att använda Stephen’s aldehydsyntes

R-CN + HCl + SnCl2 → [R-CH=NH2]+Cl- + H2O → R-CHO

## Keto-enol tautomeri
”Keto-enol-tautomeri är den vanligaste formen av tautomeri och förekommer i aldehyder, ketoner och med dem besläktade föreningar (egentligen karbonylföreningar med en eller flera väten på α-kolet).”

## Vanliga reaktioner
- Genom att reducera aldehydgruppen till en –CH2OH-grupp fås en primär alkohol.
- Aldehydgruppen kan som sagt tidigare oxideras till en karboxylgrupp, -COOH, vilket ger en karboxylsyra. Exempel på oxidationsmedel är kaliumpermanganat, salpetersyra.

## Reagens
Det finns olika saker man kan göra för att påvisa aldehyder.
- Tollens test ger om det är en aldehyd en silverspegel på insidan av provröret. Genom att tillsätta droppar av NaOH och AgNO3 för att silver(I)oxid skall fällas ut och sedan tillsätta precis så mycket utspädd NH3 så att det åter löser sig och bildar [Ag(NH3)2]+. Detta kommer att oxidera aldehyden till en karboxylsyra utan att bryta dubbelbindningarna mellan kolatomerna. Namnet silverspegel kommer genom att silverjonerna kommer att reduceras och fastna på väggen av provröret.
- Även Trommers prov kan användas som reagens på aldehyder. Tillsats av kopparjoner och hydroxidjoner gör att lösningen som erhålls blir röd/orange av koppar(I)oxid, Cu2O, efter uppvärmning i vattenbad, om det istället är en keton kommer det att bli svarta flagor av koppar(II)oxid, CuO.